# 称名
称名（しょうみょう）とは、仏・菩薩の名を称えること。特に、阿弥陀仏の名号である南無阿弥陀仏を称えること。時には、諸仏が阿弥陀仏の名を称揚し讃歎することをさす（諸仏称名は阿弥陀仏の四十八願中の第十七願）。浄土教では、とくに阿弥陀仏の名号（南無阿弥陀仏）を称えること。これは浄土に生れるための正定業である。
- 善導は、阿弥陀仏の本願（第十八願）に「乃至十念若不生者不取正覚」とあるのを、「我が名字を称すること下十声に至るまでもし生れずは正覚を取らじ」と読み、称名往生を誓ったものと解釈し、称名は本願に誓われた行であるから、正定業であるとした。
- 大原声明の完成者でもある良忍は、「一人の念仏が万人の念仏と交わる」という融通念仏（大念仏）を説いた。
- 法然は、如来が称名一行を選び取られたのは、余行は難劣であるのに対して称名は最勝にして至易なる行だからであるといわれている。他力の称名は称えた功を顧みず、願力による名号にすべての因をみるから、まさしく正定の業因である。
- 親鸞は、「信心が浄土に生まれる正しい因であり、称名はその阿弥陀仏の恩に報いるため」（信心正因。称名報恩）のものとする。

称名は広義には、南無阿弥陀仏のほか、南無釈迦牟尼仏、南無観世音菩薩、南無大師遍照金剛などもさす。なお、神仏の名を称えることによって苦難を逃れ救済を得られるという信仰は、道教の経典の中にも多く見られる。